# Hipódromo de Magna Racino
El Hipódromo de Magna Racino (en alemán: Pferderennbahn Magna Racino) es el nombre que recibe un centro deportivo que está en la vecindad de Ebreichsdorf una localidad del país europeo de Austria. Alberga numerosas carreras de caballos. El gran evento de la temporada es el Gran Premio o Prix de Racino.